# 大特里斯村 (加利福尼亞州)
大特里斯村（英語：Big Trees Village）是位於美國加利福尼亞州卡拉韋拉斯縣的一個非建制地區。該地的面積和人口皆未知。

## 地理
大特里斯村的座標為38°18′35″N 120°15′42″W / 38.30972°N 120.26167°W，而該地的平均海拔高度為1574米（即5164英尺）。